# Ší'itský islám

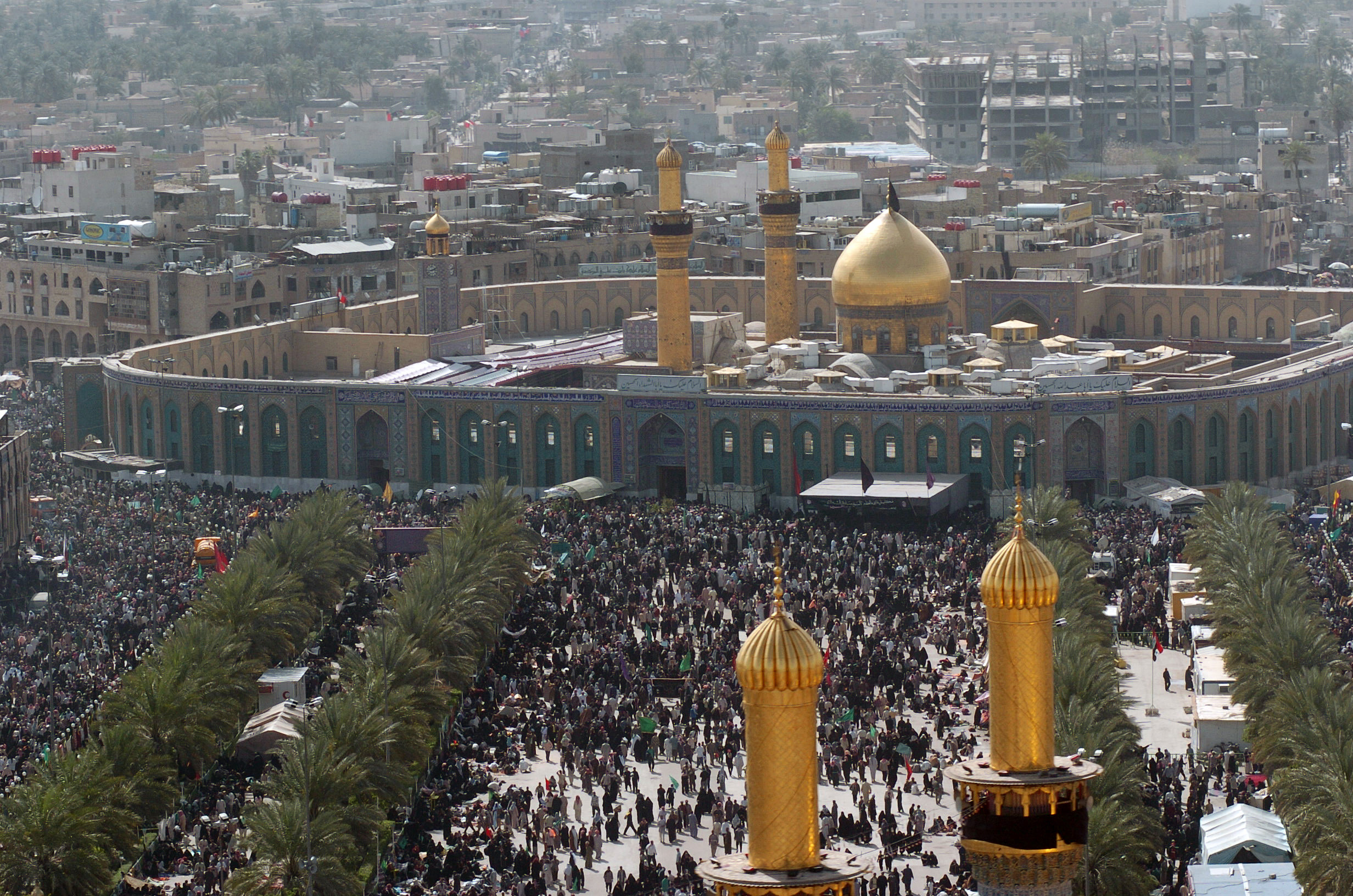
Svatyně imáma Husajna v iráckém Karbalá, které je pro šíity jedním z nejsvětějších měst na světě

Ší'itský islám, též ší'a (z arabského شيعة, zkrácenina z Ší'at Alí شيعة علي neboli Strana Alího či Přívrženci Alího), je jedním ze dvou hlavních proudů islámu (druhým je sunna). Stoupenci ší'iy se označují jako ší'ité. V rámci islámského světa tvoří menšinu, majoritní skupiny ší'itů se nacházejí v Íránu, Ázerbájdžánu, Bahrajnu a Iráku.
Za ší'ity jsou považováni ti muslimové, kteří za legitimní vůdce islámské obce považují jen potomky Muhammadovy rodiny v linii počínající jeho bratrancem a zetěm Alím ibn Abú Tálibem. Ší'ité po Muhammadově smrti roku 632 neuznali za právoplatného chalífu Abú Bakra ani jeho následníky Umara a Uthmána. Teprve Alí, který se stal čtvrtým voleným chalífou, je podle ší'itů pravý vůdce muslimů, imám, a po něm další z jeho rodu.
V průběhu let se ší'a rozdělila do mnoha větví, největší co do počtu stoupenců je isná ašaríja. Méně početnými ší'itskými skupinami jsou zejména ismá'ílíja (z níž vznikli např. asasíni nebo alavité) a zajdíja.

## Rozšíření

Rozšíření islámu: zeleně je vyznačen sunnitský islám, červená barva představuje ší'itský islám a modrá ibádíju islám (Omán).

Počet stoupenců ší'itského islámu je odhadován na 10–15 % z celkové muslimské populace, což čítá okolo 130–190 milionů muslimů. Velká část ší'itů žije na Blízkém východě. Majoritní náboženské skupiny tvoří ší'ité v Íránu (89 % muslimů, kteří jsou 98 % obyvatel), Ázerbájdžánu, Bahrajnu a Iráku.
Menší komunity žijí v Libanonu, Sýrii, Indii, Pákistánu, Afghánistánu, Turecku, Albánii, Jemenu a Saúdské Arábii (převážně Východní provincie; 10–15 % z celkové populace). Další poměrně početné ší'itské komunity žijí v menších státech okolo Perského zálivu, jsou to především Katar, Kuvajt (ší'ité tvoří 30 % muslimů, kteří jsou 85 % obyvatel země) a Spojené arabské emiráty. Existují i menšinové komunity po celém světě.
Střediskem vyznavačů ší'itského islámu v Česku je jihomoravská Kuřim.

## Historie

### Pozadí vzniku
Zakladatel islámu, prorok Muhammad, zemřel roku 632. Nikdy se nezmínil o tom, kdo by měl vést muslimskou obec (umma) po jeho smrti, proto byli jeho následovníci náhle postaveni před problém Muhammadova nástupnictví. Bylo patrné, že to byla především Muhammadova osobnost, která držela ummu pohromadě. Ten, kdo by se stal Muhammadovým nástupcem (chalífou, následovníkem), by získal moc a výsadní postavení mezi všemi muslimy. Už v této době vystoupili stoupenci Alího ibn Abí Táliba, kteří požadovali zachování pokrevní příbuznosti s Prorokem. Alí byl Muhammadův bratranec a manžel Muhammadovy dcery Fátimy a podle islámské tradice byl po Chadídže vůbec druhým člověkem, který přijal islám. Alí byl později zvolen vůdcem rodu Banú Hášim, a to zejména díky jeho blízkému kontaktu s Muhammadem, manželství s Prorokovou dcerou a díky jeho rané konverzi k islámu. Alího stoupenci též tvrdili, že Muhammad během své poslední cesty do Mekky určil Alího jako svého nástupce.
Nárok na vedení obce si však dělali i další muslimové, především pak Abú Bakr, Muhammadův tchán, otec jeho ženy Áiši. Ve prospěch Abú Bakra hrála skutečnost, že mu Muhammad svěřoval vedení modliteb v době své nemoci a vedení muslimů při výroční pouti v roce 631.

### Volení chalífové

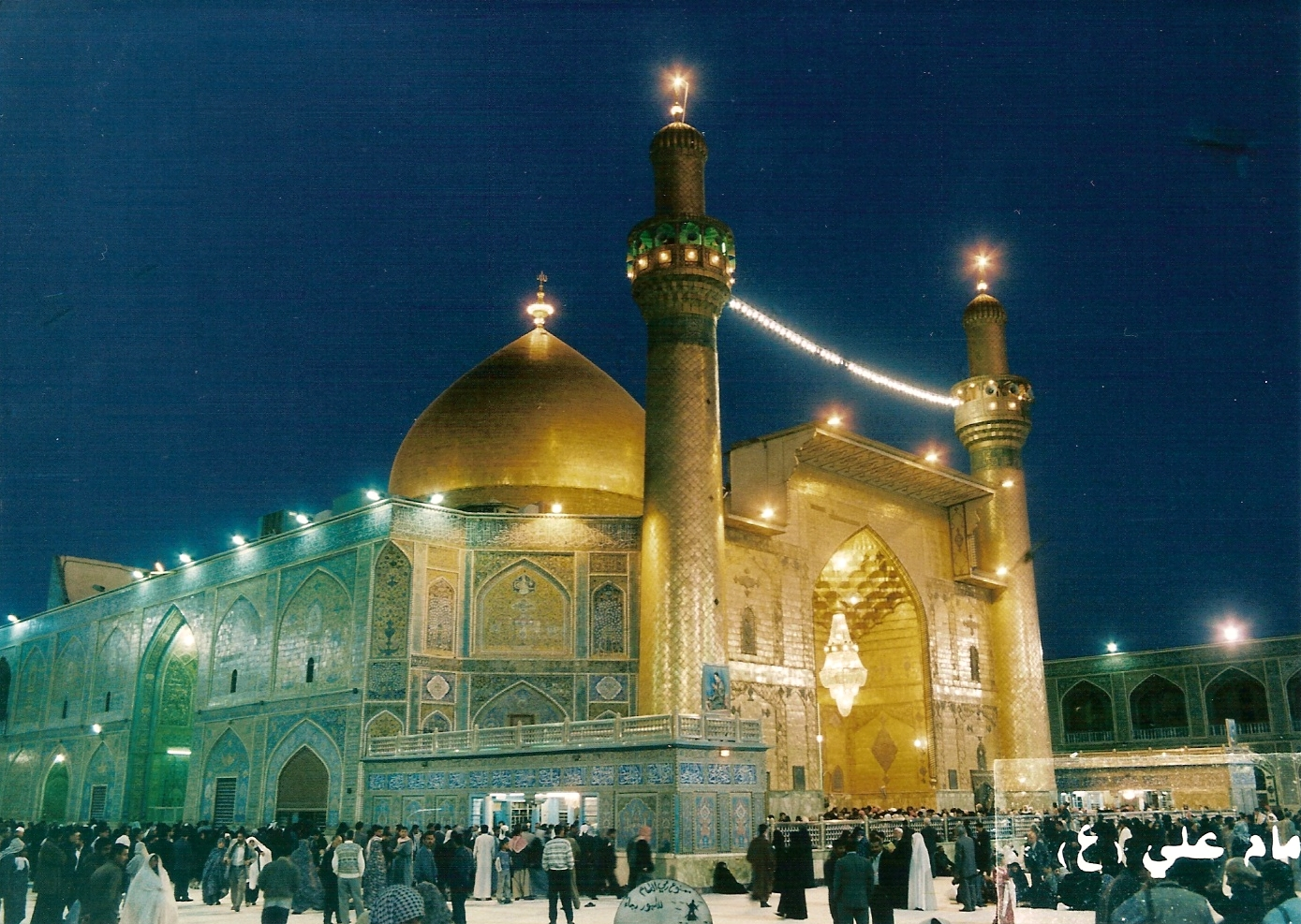
Alího mešita v Nadžafu

Již v den, kdy Muhammad zemřel, se začaly scházet medínské kmeny v čele s kmeny Aus a Chazradž. Tyto kmeny byly proslulé vzájemnou znesvářeností, a to i v době Muhammadova příchodu do Mekky. Této vzájemné rivality obou kmenů využil Abú Bakr a jeho společníci Umar ibn al-Chattáb a Abú Ubajda. Získali na svou stranu kmen Aus, jehož příslušníci společně s mekkánnskými muhádžiry následně zvolily Abú Bakra za nového vůdce muslimů a prvního chalífu. Abú Bakr dokázal lépe využít situace než Alí, který postrádal dostatečnou schopnost rychle a účinně zasáhnout do volebního procesu. Ti, kteří prosazovali Alího nároky na vedení obce, se začali nazývat ši'at Alí, doslova „strana Alího“. I když s rozhodnutím volby Abú Bakra nesouhlasili, prozatím jej přijali, po Fátimině smrti pak Abú Bakra uznal i sám Alí.
Po smrti Abú Bakra v roce 634 se druhým voleným chalífou stal Umar. Po jeho zavraždění na jeho místo nastoupil Uthmán. Ten však rovněž brzy zemřel násilnou smrtí, což otřáslo muslimskou obcí. Dalším, v pořadí čtvrtým chalífou se již sice stal Alí, ale jeho postavení bylo především formální.
Nárok na vedení obce si dělal i rod Umajjovců, hlavním oponentem Alího se stal místodržitel Sýrie Mu'ávija I. Alí dal vzniknout armádě, která měla všechny vzbouřence porazit. Když se jeho vojsko střetlo v roce 657 s Mu'ávijovou armádou v bitvě u Siffínu, k boji nedošlo. Na Mu'ávijjův popud souhlasil Alí, že výsledek boje se má rozhodnout nikoli silou vojska, ale silou argumentů obou stran. Část Alího vojska s tímto nesouhlasila, odešla a dala vzniknout vůbec první islámské sektě cháridža. Argumentační sněm následně nezvolil ani Mu'áviju, ani Alího. Napjatá situace v muslimské obci se dále vyhrotila v roce 661, kdy byl Alí zavražděn příslušníkem cháridžy Abd ar-Rahmánem Ibn Muldžimem u mešity v Kúfě. Dnešní ší'itská tradice však klade místo Alího úmrtí do Nadžafu.

### Chalífové
Po smrti Alího byli jeho stoupenci v Kúfě přesvědčeni, že jej může nahradit jen příslušník ahl al-bajt, tj. Muhammadova rodu. V úvahu připadli zejména Alího synové Hasan ibn Alí a Husajn ibn Alí. Hasan uzavřel s Mu'ávijou úmluvu, že po Mu'ávijově smrti nepřejde chalífát na jeho syna. Po Mu'ávijově smrti se však stal chalífou opět jeho syn Jazíd I., který byl známý svým hříšným životem. Kúfští ší'ité však začali Husajnovi posílat dopisy do Medíny, ve kterých mu vyjádřili svou podporu v případě, že by se vedení obce ujal. Husajn se proto i se svou rodinou vydal na cestu do Kúfy, kam však již nedorazil. Na cestě jej napadli Jazídem vyslaní vojáci, kteří po krátkém boji zabili Husajna, celou jeho rodinu i jejich nepočetný vojenský doprovod. Tento den se nazývá ašúrá a dodnes si jej ší'ité připomínají coby den mučednické smrti Husajna a jeho rodiny. Ženy a děti, které přežily spolu se synem Husajna – Alím ibn Husajnem, který pro nemoc nemohl bojovat, byli vlečeni krutým způsobem před Jazídův soud. Jazídovi vojáci strhli ženám závoje a nechali shořet stany. Historie zaznamenala nezapomenutelný proslov dcery Alího ibn Taliba – Zajnab. Podle historie Husajnova mise odmítnutí tyranského chalífy Jazida a následný projev dcery Alího ibn Taliba Zajnab u Jazídova soudu, způsobila znovuzrození islámu Husajnova děda, proroka Muhammada. Muslimové se již totiž kvůli tyranským vládcům, jako byl Mu'ávija či jeho syn Jazíd, opět propadali do temnot doby nevědomosti.

## Odnože ší'iy
Ší'itský islám se v průběhu své existence rozdělil do mnoha směrů, z nichž každý většinou uznává jiné imámy.

### Isná ašaríja

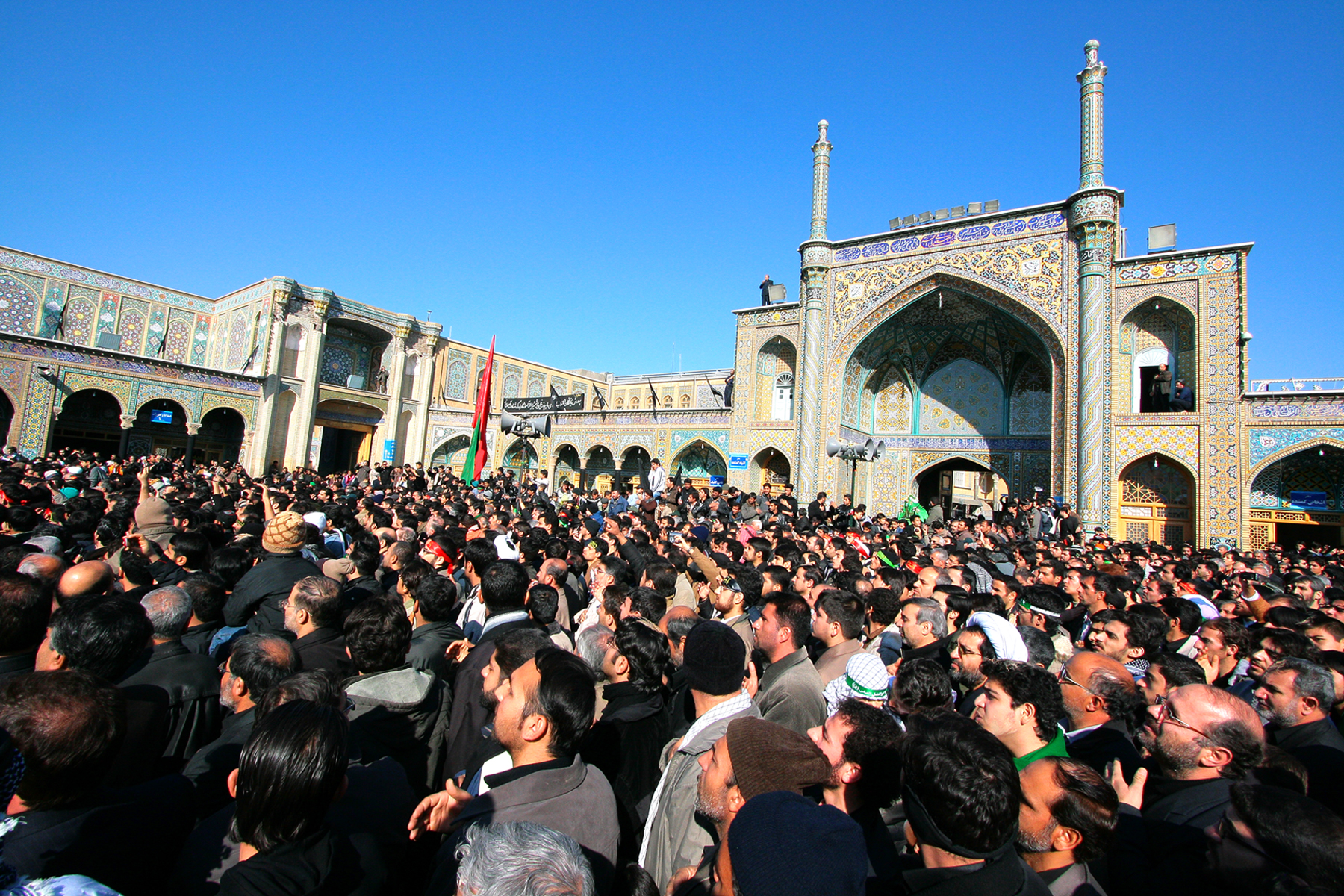
Ší'ité v Íránu

Příslušníci isná ašaríji jsou dnes nejpočetnější skupinou v rámci ší'itského islámu. Tvoří až 80 % všech ší'itů. Jsou též známí jako dvanáctníci, a to podle skutečnosti, že uznávají dvanáct imámů. Jejich pořadí je následující:
1. Alí ibn Abí Tálib (600–661)
2. Hasan ibn Alí (625–669)
3. Husajn ibn Alí (626–680)
4. Alí ibn Husajn (658–713)
5. Muhammad ibn Alí (676–743)
6. Dža'far as-Sádik (703–765)
7. Músa ibn Džafar (745–799)
8. Alí ibn Músa (765–818)
9. Muhammad ibn Alí (810–835)
10. Alí ibn Muhamad (827–868)
11. Hasan al Askarí (846–874)
12. Muhammad al-Mahdí (868–současnost)

Poslední, 12. imám, se již v raném věku měl ztratit či se uchýlit do ústraní. Podobně jako u dalších šíitských sekt, i učení isná ašariji předpokládá příchod 12. imáma v soudný den.

### Ismáí'líja

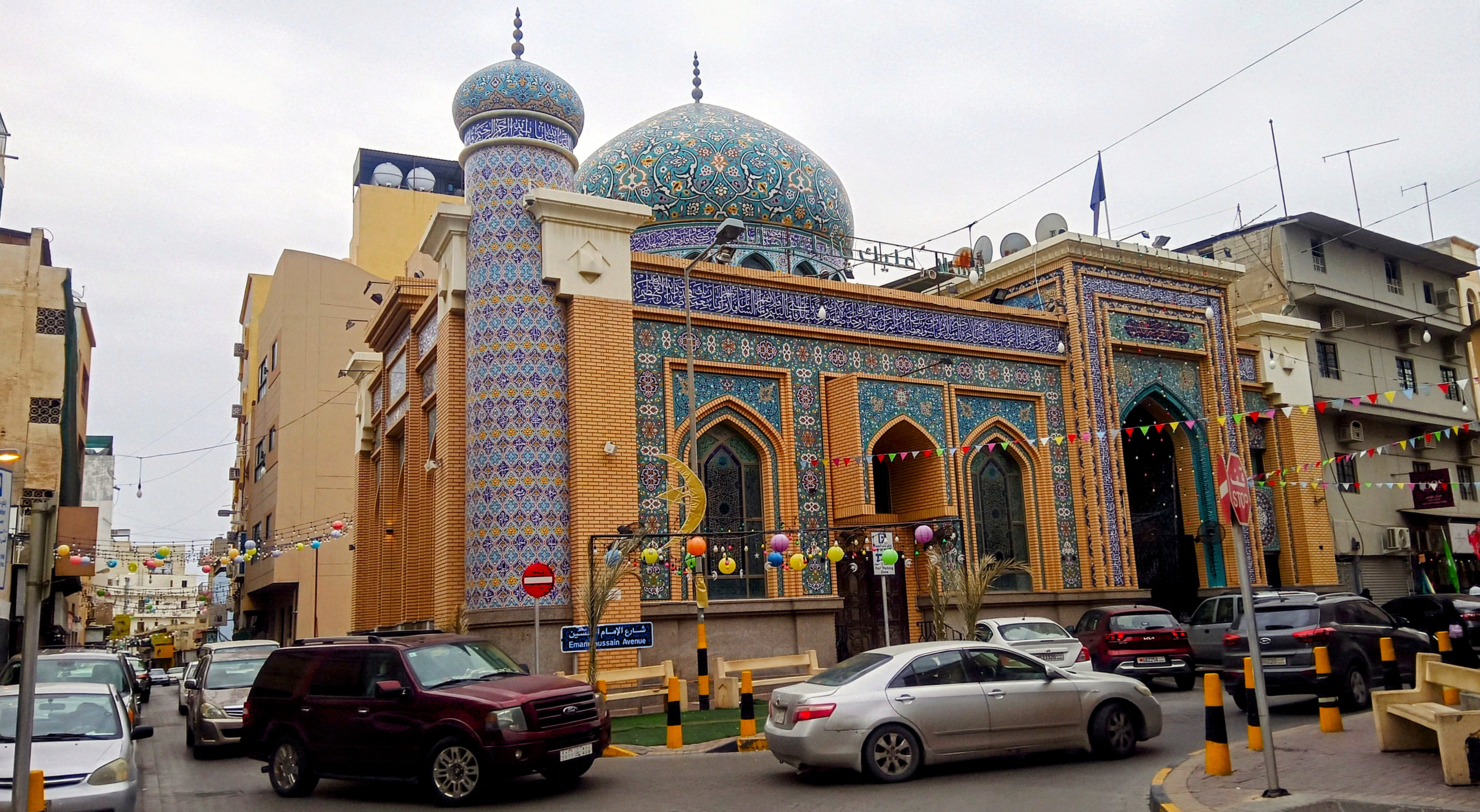
Ší´itská mešita Matam Ajam Al Kabeer ve většinově šíítském Bahrajnu, Manáma

Svůj původ má ismá'ílija v době, kdy působil jako šestý imám Dža'far as-Sádik. As-Sádik byl ve své době velký učenec a znalec islámského práva. Poté, co měl předat imámát svému synovi, rozhodl se porušit stávající tradici jmenování staršího syna a jako dalšího imáma jmenoval mladšího syna Músu al-Kázima. Proti tomuto rozhodnutí se postavilo mnoho jiných ší'itů, kteří požadovali, aby se dalším imámem stal nejstarší syn Ismá'íl ibn Džafar, jak tehdy bývalo zvykem. Spor měl za následek odštěpení imáí'líjců od hlavního proudu ší'iy. Asi největšího rozmachu se ismá’ílíji podařilo dosáhnout v době vlády dynastie Fátimovců.
Příslušníci ismá’ílíji tvoří po isná ašaríji druhou největší šíitskou skupinu.

### Zajdíja
Zakladatelem sekty zajdíjů byl Zajda ibn Alí, vnuk al-Husajna. Ten se vzepřel proti nerozhodnosti pátého imáma Alího ibn Husajna a podnítil v Kúfě proti němu povstání, které bylo potlačeno a sám Zajda zabit. Patří k umírněnějším šíitským sektám. Prosadit se jim povedlo v 10. století v Jemenu, kde zajdíjovci vládli až do roku 1962. Převážně v Jemenu se vyskytují dodnes, kde bojují proti tamější proamerické vládě.